# 沈平安
沈平安（1994年4月20日—），男，四川宜宾人，中国自行车运动员。

## 经历
1994年出生。籍贯四川宜宾江安县。17岁入选四川省自行车队。
主要参加团体追逐赛。2014年仁川亚运会获自行车场地赛项目冠军；2014年、2015年、2016年获亚洲锦标赛冠军；2016年里约奥运会第八名。在2018年雅加达亚运会场地自行车项目男子团体追逐赛中击败中国香港，以4分03秒790的成绩获得冠军。